# Ужин (фильм, 2017)
«Ужин» (англ. The Dinner) — американская остросюжетная кинодрама израильского режиссера Орена Мувермена 2017 года. Лента создана на основе одноимённого романа голландского писателя Германа Коха. В главных ролях — Ричард Гир, Стив Куган, Лора Линни.

## Сюжет
События фильма разворачиваются всего за один вечер. Известный политик Стэн и его брат Пол вместе со своими женами встречаются в ресторане за ужином. Во время обычной беседы начинают всплывать ужасные семейные тайны, связанные с преступлениями, которые совершили их дети. И в течение всего ужина напряжение только растет.

## В ролях
- Ричард Гир — Стэн Ломан, муж Кейтлин и бывший муж Барбары, брат Пола,отец Рика и приемный отец Бо.
- Стив Куган — Пол Ломан, муж Клэр, отец Майкла, брат Стэна и бывший учитель истории в старшей школе.
- Лора Линни — Клэр Ломан, жена Пола и мать Майкла.
- Ребекка Холл — Кейтлин Ломан, жена Стэна и мачеха Рика и Бо.
- Хлоя Севиньи — Барбара Ломан, бывшая жена Стэна, мать Рика и приемная мать Бо.
- Чарли Пламмер — Майкл Ломан, двоюродный брат Рика и Бо и единственный сына Клэр и Пола[2].
- Эдеперо Одуйе — Нина, работает на Стэна[3].
- Майкл Чернус — Дилан Хайнц
- Тейлор Рэй Элмонта — Камрин Велес
- Джоэль Биссоннет — Антонио
- Шеймус Дэви-Фицпатрик — Рик Ломан, брат Бо, сын Стэна и Барбары.
- Майлз Дж. Харви — Бо Ломан, приемный брат Рика и приемный сын Стена и Барбары.
- Лаура Хайек — Анна, подруга Майкла.

## Релиз
Впервые фильм показали 10 февраля 2017 года на 67-м ежегодном Берлинском международном кинофестивале. 24 апреля фильм был показан на кинофестивале Трайбека.
Премьера фильма в кинотеатрах США состоялась 5 мая 2017 года, в России — 9 ноября.

## Критика
Фильм получил смешанные отзывы кинокритиков. На сайте Rotten Tomatoes фильм имеет рейтинг 46 % на основе 136 рецензий со средним баллом 5,41 из 10. На сайте Metacritic фильм имеет оценку 57 из 100 на основе 30 рецензий критиков, что соответствует статусу «смешанные или средние отзывы».